# Ulrica Sofia de Mecklenburgo-Schwerin

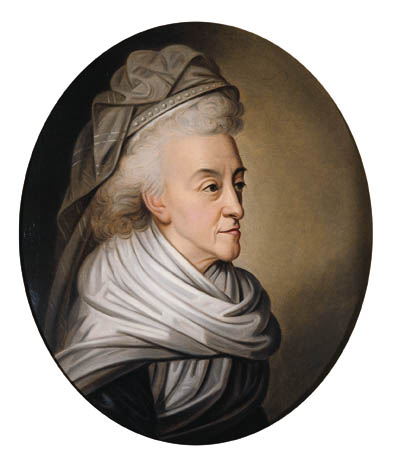
Copia de Gaston Lenthe según un retrato de Georg David Matthieu

Ulrica Sofia, duquesa de Mecklenburgo (Grabow, 1 de julio de 1723-Rostock, 17 de septiembre de 1813) fue una princesa alemana de la Casa de Mecklembugo.

## Biografía
Después de su hermano Federico, Ulrica Sofia fue la segunda hija y la hija mayor del duque Cristian Luis y su esposa Gustava Carolina. Permaneció soltera a lo largo de su vida.
A la edad de cinco años fue nombrada regenta del monasterio de Rühn en 1728. En 1750 fue de viaje a Aquisgrán y París con su hermano y su esposa. En 1756 renunció a la regencia del monasterio a cambio de una compensación, que luego pasó a ser propiedad ducal. Se dedicó de manera especial a la promoción de las artes. Consiguió varios encargos lucrativos para el pintor de la corte Georg David Matthieu y fue considerada una apasionada amante del arte dramático. Para las representaciones de Schönemannschen Hofschauspielgesellschaft bajo la dirección de Johann Friedrich Schönemann, creó su propia traducción de Los ingratos (L'Ingrat) de Philippe Néricault Destouches. Johann Jakob Dusch le dedicó su tragedia civil Der Bankerot en 1763; Johann Wilhelm Hertel, a quien también contrató como secretario privado en 1770, compuso una cantata de cumpleaños para ella en 1754.

## Obras
- Los ingratos: una comedia en 5 actos, adaptada de Destouches frey. Leipzig: Schönfeld, 1784.

## Literatura
- Carl Wilhelm Otto August von Schindel: Las escritoras alemanas del siglo XIX. Volumen 2: M-Z. Leipzig: Brockhaus 1825, págs. 5-6

## Enlaces
- Wikimedia Commons alberga una categoría multimedia sobre Ulrike Sophie zu Mecklenburg.